# Saltillo (Mississippi)
Pour les articles homonymes, voir Saltillo (homonymie).
Saltillo est une ville américaine située dans le comté de Lee, dans l'État du Mississippi.
Selon le recensement de 2010, Saltillo compte 4 752 habitants. La municipalité s'étend sur 8,21 milles carrés (21,26 km2), dont 8,19 milles carrés (21,21 km2) de terres.